# Porter d'handbol

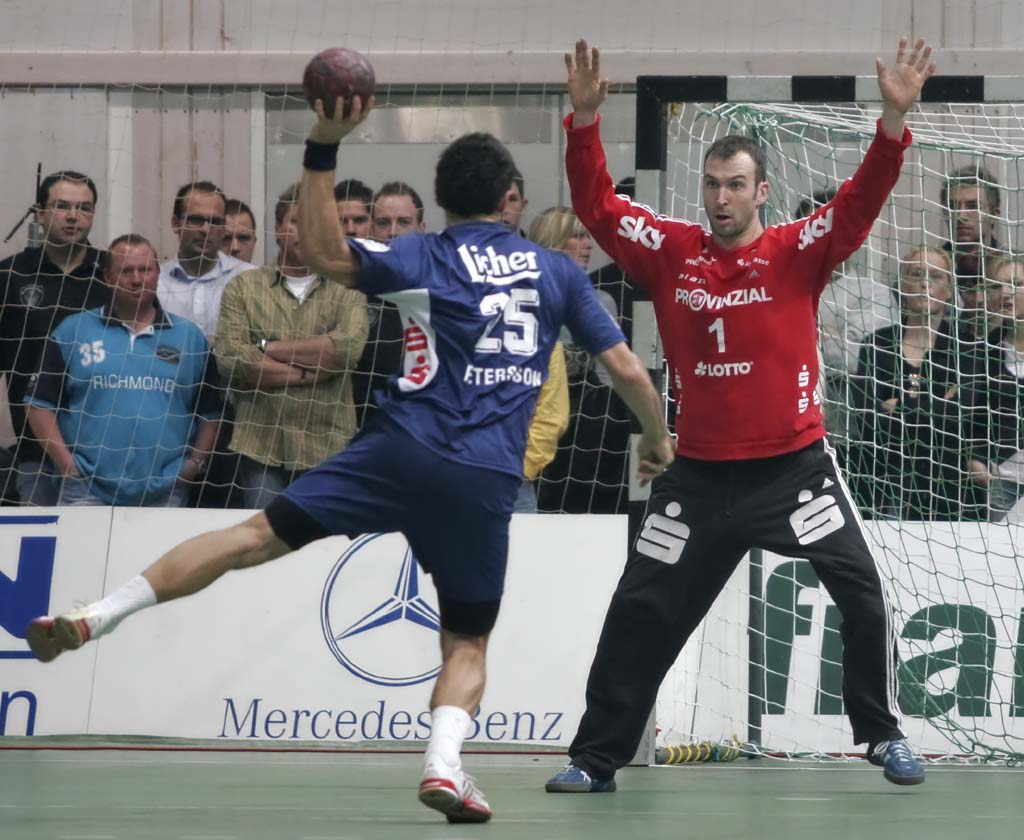
Thierry Omeyer en un llançament de penal.

El porter d'handbol és el jugador més defensiu de l'equip. La seva tasca principal és evitar que l'equip rebi gol. És l'únic jugador que pot estar dintre de l'àrea de 6 metres. Mentre està dintre de l'àrea pot tocar la pilota amb totes les parts del seu cos.

## Equipament
Per evitar confusions, un porter d'handbol ha de portar una samarreta de color diferent a la resta de samarretes dels jugadors del camp, inclòs el porter de l'altre equip. Si aquesta samarreta no està disponible, el porter ha de portar un pitet que garanteixi una distinció suficient entre els jugadors implicats. La majoria dels porters també porten pantalons llargs especials i els porters masculins sempre porten un suspensori (una roba interior que serveix per protegir). Regla 4:9 (referent a l'equipament durant el joc) estableix que és obligatori que els jugadors portin calçat esportiu durant els jocs. A diferència del futbol, els porters d'handbol no porten guants. En els primers dies del joc s'havia parlat d'equip de protecció addicional com ara mascaretes i cascs, però avui dia està prohibit, així com qualsevol element que pugui posar en perill els jugadors contraris, com ara pírcings, collarets, arracades i ulleres.

## Normes específiques
Totes les regles es poden trobar al lloc web de l'IHF.
Un equip ha de designar un jugador al camp com a porter. Tanmateix, un porter pot passar a un jugador de camp en qualsevol moment durant un partit. Per fer-ho, han de ser substituïts i canviar la seva samarreta de porter per una samarreta de jugador de camp. Un jugador de camp pot assumir la posició de porter de la mateixa manera. Regla 5 "El porter" s'ocupa de totes les regles relatives a la porteria i un conjunt de normes especials sobre l'àrea de porteria. Dins d'aquesta àrea el porter pot tocar la pilota amb totes les parts del seu cos per tal d'aturar la pilota. A més, diverses regles no s'apliquen al porter dins de l'àrea de porteria. Aquestes regles són: la regla dels 3 segons (7:2), la regla dels 3 passos (7:3), la regla de botar la pilota (7:4) i el toc múltiple de la pilota. -regla (7:7). Tanmateix, si el porter retarda deliberadament la sortida de la pilota, l'àrbitre pot declarar un joc passiu.
El porter pot sortir de l'àrea de porteria i entrar al terreny de joc en tot moment quan no estigui en possessió de la pilota. Quan estigui fora de l'àrea de porteria, també s'apliquen a ells totes les regles relatives als jugadors de camp. A més, se'ls permet sortir de l'àrea de porteria amb la pilota mentre encara està intentant controlar-la (5:4). El porter no pot sortir de l'àrea de porteria amb la pilota sota control si l'àrbitre ha xiulat l'execució d'un llançament de porter (5:6). Aquest llançament s'ha d'executar dins de l'àrea de porteria. La Regla 5:7+8 estipula que mentre es troba dins de l'àrea de porteria el porter no pot tocar una pilota aturada o rodant fora de l'àrea de porteria. A més, no se'l permet tornar a entrar a l'àrea de porteria des del camp de joc amb la pilota (5:9). El porter no ha de tocar la pilota amb el peu o la cama per sota del genoll si la pilota es mou cap a l'àrea de joc (5:10). Durant un llançament de 7 metres de l'equip contrari, el porter no pot creuar la línia de contenció del porter (línia de 4 metres) abans que la pilota hagi abandonat la mà del jugador contrari que executa el llançament (5.11).
Si la pilota travessa la línia exterior de la porteria fora dels pals i el porter ha estat l'últim jugador en tocar la pilota, el porter aconsegueix que la pilota executi un llançament de porter dins de l'àrea de porteria. Tanmateix, si la pilota creua la línia de banda, l'equip contrari rep la pilota per a un servei.
De vegades, el porter serà utilitzat com a setè jugador de camp o substituït per un jugador de camp normal. Això passa normalment durant els últims minuts de joc si el marcador és d'empat o l'equip atacant està per sota d'uns pocs punts. S'afegeix el jugador addicional per augmentar les possibilitats de l'equip de marcar.

## Més observacions

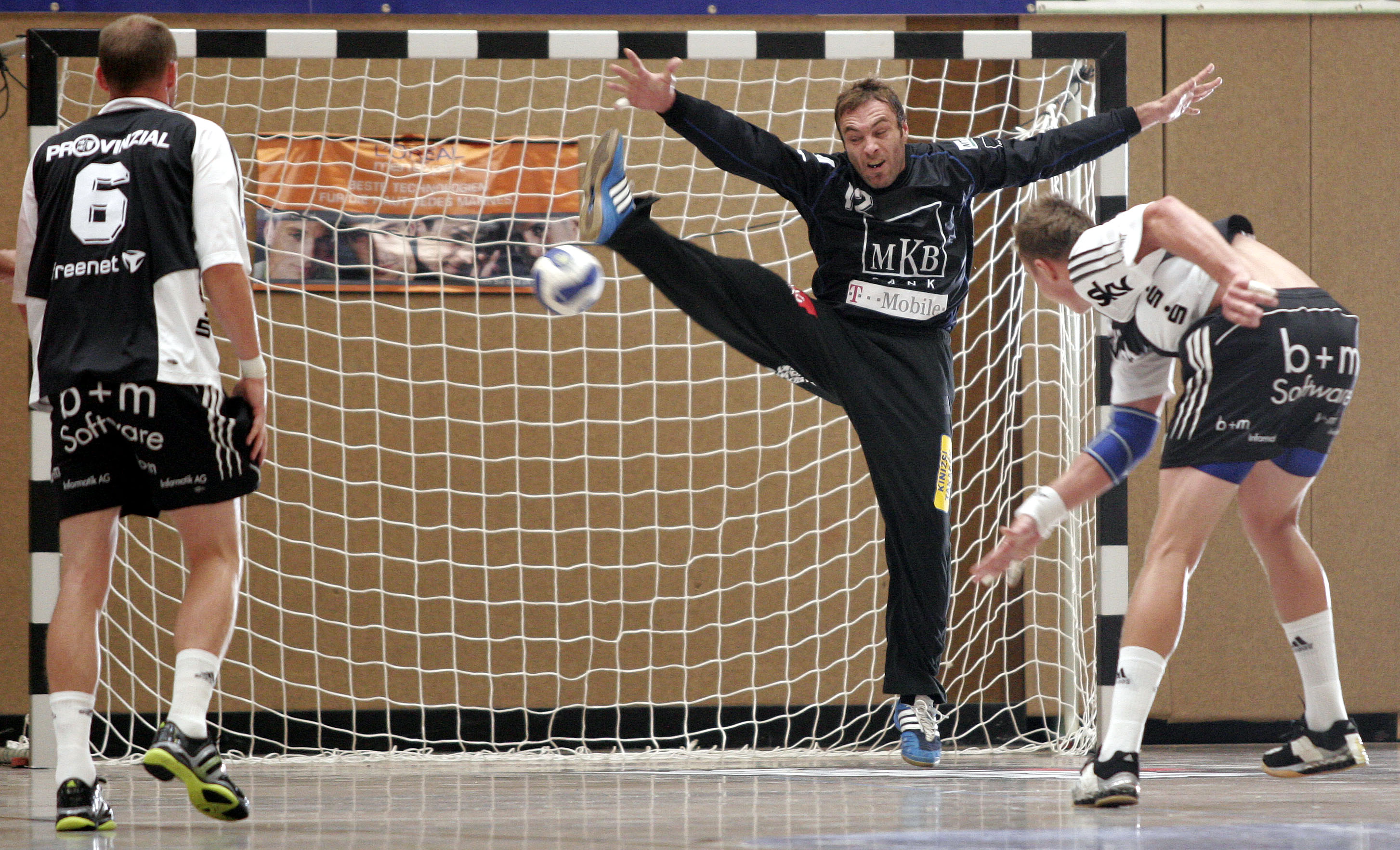
Dejan Perić

Si un porter rep una sanció de dos minuts ha d'abandonar el terreny de joc i és substituït per un altre porter, obligant normalment el seu equip a continuar jugant amb un jugador menys al camp. Fa diversos anys que s'està discutint si s'ha de prohibir als porters sortir de l'àrea de porteria durant els descansos ràpids, una norma que ha provocat molts accidents entre el porter i els jugadors de camp.
El salt amb obertura de braços i cames és el moviment defensiu típic d'un porter mentre intenta evitar el gol.
Quan el llançament d'un jugador toca el cap del porter, per exemple, des d'un llançament de set metres, el jugador serà desqualificat (regla 8:5).